# Танезруфт

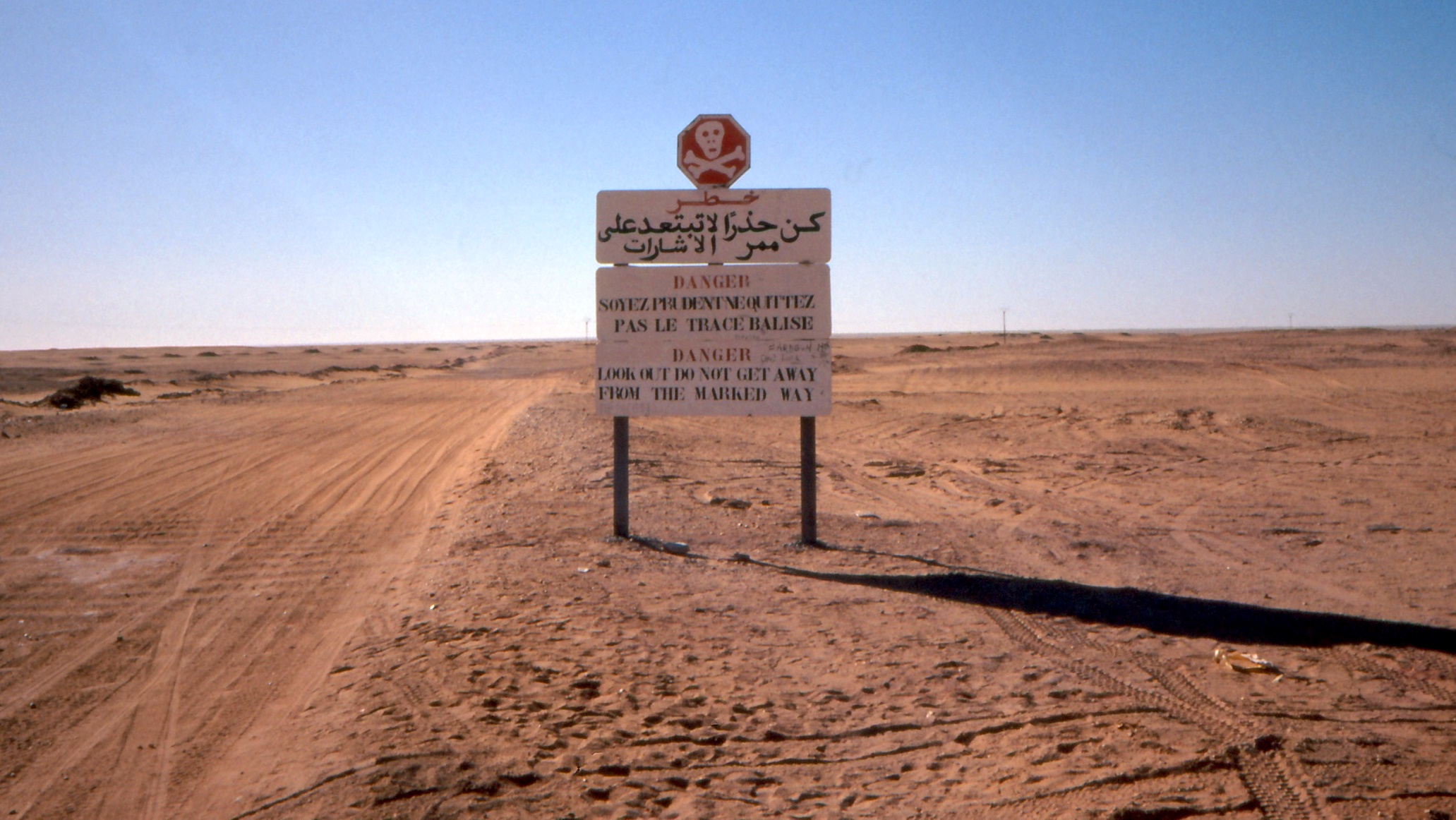
Попереджувальний знак в пустелі Танезруфт

Танезруфт (бербер.: Taneẓṛuft, араб. تنزروفت) — піщано-кам'яниста пустеля, частина Сахари. Розташована вздовж кордонів Алжиру, Нігеру та Малі, на захід від нагір'я Ахаггар.

## Опис
Танезруфт — велика безплідна рівнина, що простягається на захід від Адрар-Анет, на південний схід від піщаного моря Ерг-Шеш і на північ від пагорбів Адрар-Іфорас на півночі Малі. Займає територію площею приблизно 500 000 км². Танезруфт — найгарячіша пустеля у світі. Денні температури часом сягають 50 °C, в той час, як ночі холодні. Дощів практично не буває. Через відсутність води в пустелі практично немає рослинності.
Майже у всьому алжирському Танезруфті, плоский рельєф і немає колодязів. Місцевість має явні ознаки давньої водної ерозії. У сучасну епоху місцевість формується вітровою ерозією, яка відбувається набагато швидше, ніж в інших районах, оскільки рослинності мало або зовсім немає, щоб утримувати поверхню на місці. Цей район відомий посушливістю та надзвичайною спекою, а температура влітку може легко досягати 52 °C.
Через велику посушливість, Танезруфт, в історичні часи, не був місцем заселення людей (мовою туарегів його назва означає «Земля спраги»). Приблизно з 500 р. до н. е. пустельний торговий шлях з'єднував річку Нігер із Тідікельтом, Туатом і Хоггаром в Алжирі. На початок XXI сторіччя його перетинає з півночі на південь Транссахарський маршрут від Бешара в Алжирі через Регган до Тессаліт і Гао в Малі.

## Населення
Танезруфт — найбезлюдніша частина Сахари. Тільки на півночі є населені пункти Таодені та Тагаза, які є центрами видобутку кам'яної солі. Тут мешкає тільки невелика кількість туарегів.

## Історія
У 1936 році Теодор Моно (фр. Théodore Monod) пішки перетнув пустелю.
13 лютого 1960 року в оазі Регган французи провели випробування свого першого ядерного заряду потужністю 70 кілотонн (операція «Синій тушканчик», фр. Gerboise bleue).